# Muara Petai
Muara Petai is een bestuurslaag in het regentschap Kuantan Singingi van de provincie Riau, Indonesië. Muara Petai telt 1489 inwoners (volkstelling 2010).